# Endoperplexa
Endoperplexa és un gènere de fongs de l'ordre dels auricularials (Auriculariales). El Dictionary of the Fungi (10th edition, 2008) indica que el gènere està format per quatre espècies, i dues més que han estat incloses dins del gènere des d'aleshores.